# Eleonora Rossi Drago

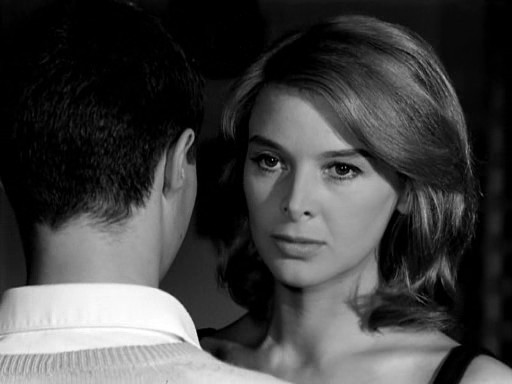
Eleonora Rossi Drago in Wilder Sommer (Estate violenta, 1959)

Eleonora Rossi Drago (eigentlich Palmira Omiccioli; * 23. September 1925 in Genua; † 2. Dezember 2007 in Palermo) war eine italienische Filmschauspielerin.

## Leben
Rossi Drago war die Tochter eines Kapitäns und einer von dessen Bekanntschaften, einer Spanierin. Rossi Drago wurde mit siebzehn Jahren Kriegsbraut und Mutter; von ihrem Mann ließ sie sich kurz nach dem Krieg scheiden. Sie arbeitete als Model und machte erste Schauspielerfahrungen bei Ensembles in Ligurien. Bei der Wahl zur Miss Italia 1947 galt sie als Mitfavoritin, wurde jedoch aufgrund ihrer Ehe und Mutterschaft vom Wettbewerb ausgeschlossen.
Bald darauf zog sie nach Rom, wo ihr Filmdebüt im Alter von 24 Jahren in Mario Sequis Film Altura erfolgte. Zwischen 1949 und 1970 wirkte sie in über 60 Spielfilmen mit. Sie war vorwiegend in Italien, Frankreich und Spanien bekannt.
Zu ihren internationalen Filmen zählen Die Piraten der Karibik (1949), David und Goliath (1960), Onkel Toms Hütte (1965), Die Bibel (1966) und Das Bildnis des Dorian Gray (1970). Eine deutsche Produktion, in der sie zu sehen war, war Harald Reinls Kriminalfilm Der Teppich des Grauens (1962).
Spielte sie zu Beginn ihrer Filmkarriere konventionelle Rollen in Genrefilmen, konnte sie (nachdem ein erster Versuch nach den Probeaufnahmen endete) in den realistischen Dramen Giuseppe De Santis’ ihr Können zeigen, wobei sie noch oftmals synchronisiert wurde. Filme wie Geschlossene Gardinen, Die Freundinnen und Unter glatter Haut zeigen die dramatischen Möglichkeiten der dunkelhaarigen, schlanken Darstellerin. Mit den Jahren wurde Rossi Drago von den Zeitungen als eine der „großen Damen des italienischen Kinos“ bezeichnet, lieferte Stoff für Berichterstattungen durch Nasenkorrekturen und Affären mit Amedeo Nazzari und dem später in Acapulco ermordeten Herzog Cesare D'Acquarone. Ende der 1950er Jahre bis zur Mitte des folgenden Jahrzehntes war der Höhepunkt ihrer Karriere erreicht; zahlreiche Regisseure versicherten sich ihrer Mitarbeit bei erfolgreichen, manchmal auch künstlerisch das Mittelmaß übersteigenden Werken. Daneben sprach sie in dieser Zeit einige Gedichte und Kurzgeschichten auf Schallplatte ein.
1966 übernahm Rossi Drago, enttäuscht von dem Knick in ihrer Kinokarriere, die Rolle der Maria Stuart in einer langen Fotoromanserie. 1968 stand sie als Lesbe neben Olga Villi auf der Bühne. Nach einer Zeit der Depressionen und ihrem 1971 erfolgten Rückzug von der Schauspielerei heiratete sie zwei Jahre später den Präsidenten des sizilianischen Industrieverbandes, Domenico La Cavera (1915–2011) und zog nach Palermo. Dort starb sie im Dezember 2007.

## Filmografie (Auswahl)
- 1949: Piraten von Capri (I pirati di Capri)
- 1951: Geschlossene Gardinen (Persiane chiuse)
- 1952: Hemmungslos – Dre iverbiotene Geschichten (Tre storie proibite)
- 1952: Mädchenhandel (La tratta delle bianche)
- 1952: Die Sinnlichkeit (Sensualità)
- 1953: Liebe ohne Gnade (L'esclave)
- 1953: Die Sieben vom Großen Bären (I sette dell'Orsa maggiore)
- 1954: Liebe, Frauen und Soldaten (Destinées)
- 1954: Der Fall Maurizius (L'Affaire Maurizius)
- 1955: Die Freundinnen (Le amiche)
- 1956: Höllenfahrt nach Tobruk (Il prezzo della gloria)
- 1956: Schicksal einer Nonne (Suor Letizia)
- 1957: Genie und Wahnsinn (Kean)
- 1957: Der sechste Mann (Tous peuvent me tuer)
- 1958: Des Königs bester Mann (La Tour, prends garde!)
- 1958: Straße der Leidenschaft (La strada lunga un anno)
- 1959: Kein Geschäft für schwache Nerven (Le Fric)
- 1959: Unter glatter Haut (Un maledetto imbroglio)
- 1959: Wilder Sommer (Estate violenta)
- 1960: David und Goliath (David e Golia)
- 1960: Die Rote Hand
- 1960: Schlußakkord
- 1960: Unter zehn Flaggen (Sotto dieci bandiere)
- 1961: Agent 0-1-7- auf heißer Spur (Caccia all'uomo)

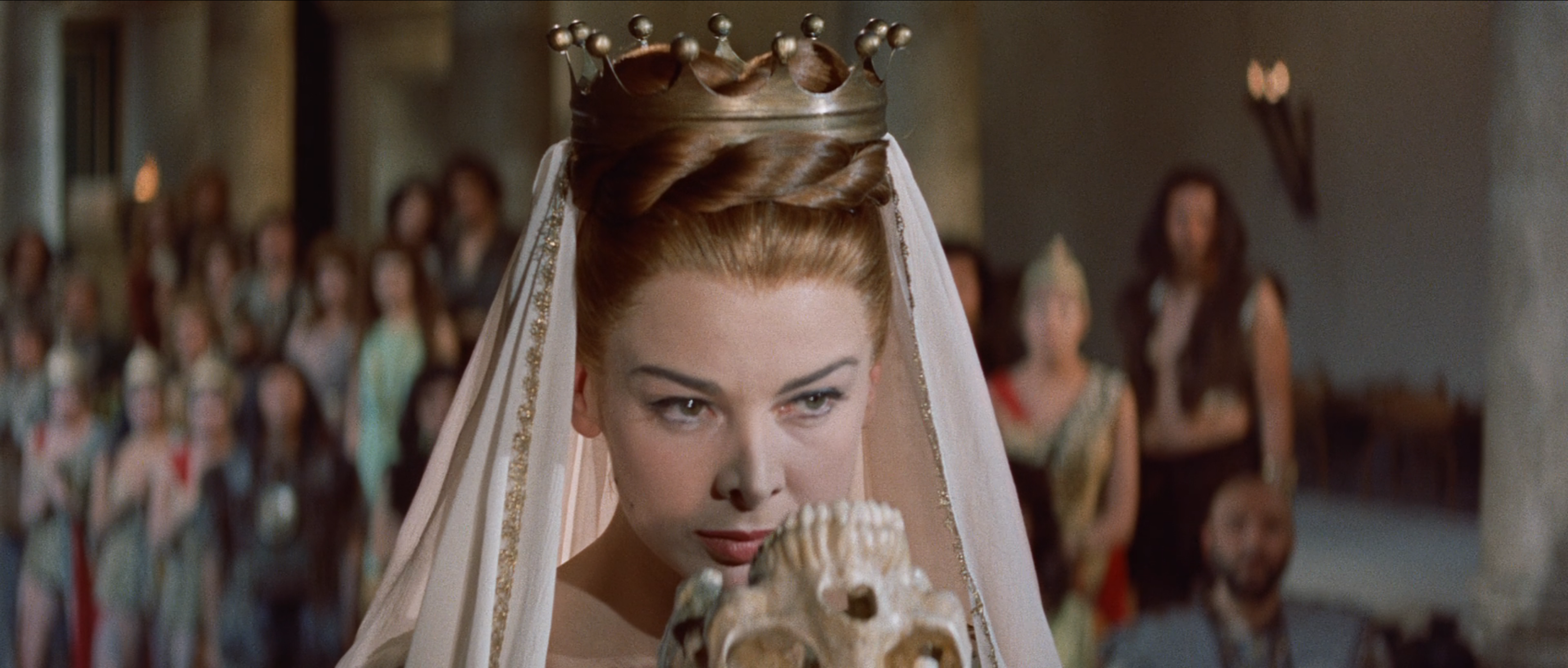
Rossi Drago als Rosmunda in Rosmunda e Alboino

- 1961: Alboin, König der Langobarden (Rosmunda e Alboino)
- 1962: Liebe mit zwanzig (L’Amour à vingt ans)
- 1962: Nur tote Zeugen schweigen (Ipnosi)
- 1962: Schwarze Seele (Anima nera)
- 1962: Der Teppich des Grauens
- 1963: Das Todesauge von Ceylon
- 1964: Frivole Spiele (Se permettete parliamo di donne)
- 1964: Wenn das die Männer wüssten (L'idea fissa)
- 1965: Onkel Toms Hütte
- 1966: Die Bibel (The Bible: In the Beginning…)
- 1969: Kameliendame 2000 (Camille 2000)
- 1970: Das Bildnis des Dorian Gray (Il dio chiamato Dorian)
- 1970: Nelle pieghe della carne